# Besar Halimi
Besar Halimi (* 12. Dezember 1994 in Frankfurt am Main) ist ein kosovarisch-deutscher Fußballspieler.

## Karriere

### Vereine
Der Sohn kosovarischer Eltern wuchs in Frankfurt am Main auf und begann im Jahre 2000 bei Eintracht Frankfurt mit dem Fußballspielen. Er wechselte 2007 zum SV Darmstadt 98, zwei Jahre später zum 1. FC Nürnberg, dessen Jugendinternat er besuchte. In der Rückrunde der Saison 2011/12 absolvierte er in der Regionalliga Süd zwei Einsätze für die zweite Mannschaft der Nürnberger. Er wurde in der folgenden Spielzeit in der Regionalliga Bayern in 17 weiteren Ligaspielen für den FCN II eingesetzt und erzielte dabei einen Treffer.
Am 12. Juli 2013 wechselte Halimi zur zweiten Mannschaft des VfB Stuttgart und gab am 21. September 2013 am 10. Spieltag der Saison 2013/14 in der 3. Profi-Liga gegen den FC Rot-Weiß Erfurt sein Profidebüt. Zur Spielzeit 2014/15 wechselte er zu den Stuttgarter Kickers. In einer Saison erzielte er in 37 Spielen zwei Tore für die Kickers und wurde im November 2014 Spieler des Monats.
Zur Saison 2015/16 schloss er sich bis 2019 dem Bundesligisten 1. FSV Mainz 05 an und wurde direkt bis ans Ende der Saison 2015/16 an den Zweitligisten FSV Frankfurt weiterverliehen. In der Saison 2016/17 spielte er für die zweite Mannschaft von Mainz 05 in der 3. Liga. Die Saison 2017/18 spielte Halimi leihweise bei Brøndby IF und gewann den Landespokal. Anschließend kehrte er zunächst zu Mainz 05 zurück. Er unterschrieb Ende August 2018 schließlich einen Zweijahresvertrag bei Brøndby IF.
Dieser wurde im September 2019 aufgelöst; Halimi unterschrieb daraufhin einen Zweijahresvertrag beim deutschen Zweitligisten SV Sandhausen. Nach zwei Jahren in Sandhausen wechselte er im Sommer 2021 nach Lettland zum Riga FC. Hier absolvierte er bis zum Saisonende 14 Pflichtspiele und erzielte dabei einen Treffer. Mit seiner Mannschaft beendete er die Liga auf dem vierten Platz und qualifizierte sich erneut für die UEFA Europa Conference League. 
Nach einer Saison beim griechischen Zweitligisten Apollon Smyrnis kehrte er im Sommer 2023 zum Halleschen FC nach Deutschland zurück. Nach dem Abstieg mit Halle aus der 3. Liga kehrte er zum SV Sandhausen zurück.

### Nationalmannschaften
In den Jahren 2011 und 2012 spielte Halimi insgesamt dreimal für die deutsche U18- und U19-Nationalmannschaft.
Nachdem im Mai 2016 der kosovarische Fußballverband von der UEFA und kurz danach von der FIFA als Mitglied aufgenommen worden war, absolvierte er am 3. Juni 2016 beim 2:0-Sieg im Freundschaftsspiel in seiner Geburtsstadt Frankfurt am Main gegen die Färöer sein offizielles Debüt für die kosovarische A-Nationalmannschaft. Davor stand er allerdings schon 2015 bei zwei inoffiziellen Partien gegen Äquatorialguinea und Albanien auf dem Platz.

## Erfolge
- Dänischer Pokalsieger: 2018